# San Bartolo (district)
Pour les articles homonymes, voir San Bartolo et Bartolo.

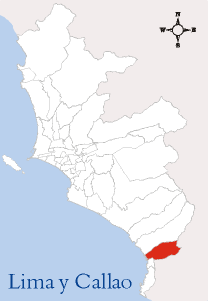
San Bartolo

Le district de San Bartolo est parmi les 43 districts de la province de Lima. Délimité au nord par le quartier de Punta Negra, à l'est par la province de Huarochirí, au sud du quartier de Santa Maria del Mar et à l'ouest par l'océan Pacifique. Il est situé au kilomètre 51 de la Panamericana Sur (à partir du centre de Lima).